# LGBT práva v Řecku

Duhová mapa Řecka

Řecká vlajka v duhovém provedení

Zákony týkající se leseb, gayů, bisexuálů a translidí (LGBT) se v poslední době v Řecku značně rozvíjejí, což je činí jednou z nejliberálnějších zemí v jihovýchodní Evropě. I přesto se však LGBT Řekové stále mohou setkávat s jistými právními i sociálními obtížemi neznámými pro většinovou populaci. Pohlavní styk je legální jak mezi muži, tak i mezi ženami, od r. 1951. Antidiskriminační legislativa byla přijata v r. 2005. Od té doby je rozšiřována o další sféry, včetně genderové identity. Zákony proti projevům nenávisti a zločinům z nenávisti patří mezi jedny z nejpřísnějších a nejkomplexnějších v Evropě. Od r. 2015 mohli homosexuální páry uzavírat registrované partnerství (řecky Σύμφωνο Συμβίωσης), v únoru 2024 se Řecko stalo v pořadí 16. státem Evropské unie umožňujícím stejnopohlavní manželství.
Řecká společnost je sice spíše konzervativní, ale ve vztahu k problematice se zlepšuje. Athény mají dalekosáhle rozvinutou homosexuální kulturu, stejně tak i příměstské Gazi, Soluň a v neposlední řadě i ostrovní části. Mykonos je celosvětově považován za centrum gay turistiky. Každoročně se zde pořádají čtyři festivaly gay pride, v Athénách, Soluni, Patře a krétské metropoli Heraklion. Podle statistiky se festival Athens Pride 2015 setkal s rekordní účastí, včetně několika politických osobností, mezi nimiž nechyběli ani hlava Helénského parlamentu a athénský primátor.
Podle stanoviska organizace ILGA-Europe z r. 2016, která sleduje rozvoj LGBT práv v Evropě, se Řecko umisťuje na 16. místě ze 49 sledovaných evropských zemí, čili převyšuje Itálii, Lucembursko, Švýcarsko, Irsko a většinu východoevropských zemí.

## Právo a politika

### Stejnopohlavní sexuální styk
Mužské homosexuální praktiky byly zlegalizovány v r. 1951. O ženské homosexualitě se tehdejší trestní zákoník nijak nezmiňoval. Paragraf 347 Trestního zákona stavěl mimo zákon mužskou prostituci a pro mužskou homosexuální aktivitu stanovoval vyšší legální věk způsobilosti ve výši 17 let. Toto ustanovení později zrušil nový paragraf 68 zákona č. 3456 ze 24. prosince sjednocující tento věk, legalizující a i regulující mužskou prostituci.

## Stejnopohlavní soužití
V Ústavě Řecké republiky není žádná zmínka o definici manželství. Je v ní jen ustanovení, že rodina a děti jsou pod státní ochranou.
Řecká levicová strana Syriza usiluje o legalizaci stejnopohlavního manželství a Alekos Alvanos, předseda strany Synaspismos, se zasazuje o to, aby koalice bojovala proti všem druhům diskriminace a podporovala veškeré uznání sexuálních menšin, vč. jejich manželství.
Předchozí vláda s premiérem Kostem Karamanlim za Novou demokracii byla proti stejnopohlavním manželstvím. Ačkoliv vláda Nové demokracie umožnila nesezdaným dvojicím mít nějaké výhody plynoucí z jejich svazku, tak je explicitně garantovala pouze různopohlavním párům.
Zdejší Výbor na ochranu lidských práv jednal o možnosti registrace pro stejnopohlavní páry a neregistrované heterosexuální páry a řecká organizace OLKE oznámila svůj záměr žalovat obce za odmítání oddávat homosexuální páry.
Řecká vláda v čele s Jorgem Papandreu předsedou Panhelénského socialistického hnutí zpracovala zákon o registrovaném partnerství osob stejného pohlaví. Haris Kastandis, tehdejší ministr spravedlnosti, během rozhovoru v rozhlase Greek Radio Station 17. září 2010, řekl: „Ministerstvo spravedlnosti ve spolupráci s Generálním sekretariátem rovného zacházení vytvoří komisi ohledně přijetí legislativy, která se bude zabývat návrhem o partnerství párů stejného pohlaví, a která podnikne veškeré kroky k jejímu přijetí.“ Podle článku v řeckém tisku To Vima (10. října 2010) ohledně této komise:„Komise vznikla 29. července 2010 a náplní její činnosti je tvorba návrhů zákona týkajících se modernizaci Zákona o rodině. Doteď bylo diskutováno pouze o záležitostech heterosexuálních párů, zatímco o problematice homosexuálních párů se bude jednat až v lednu 2011.“
V listopadu 2013 Evropský soud pro lidská práva rozhodl ve prospěch žalobců v případě kauzy „Valiantos a další versus Řecko“ a odsoudil výjimky pro stejnopohlavních páry v případě registrovaného partnerství. Omezení registrovaného partnerství výhradně na různopohlavní páry bylo tedy považováno za absurdní a Řecko muselo zaplatit odškodnění ve výši 5 000 euro poškozeným.
Ačkoliv tu zatím nebyl přijat žádný právní institut pro stejnopohlavní páry, zákon z r. 1982 legalizoval možnost občanského sňatku mezi „osobami“, bez žádné přímé zmínky o pohlaví, což by se dalo interpretovat jako nepřímá legalizace stejnopohlavní manželství. 3. června 2008 na ostrově Tilos byly oddány dva homosexuální páry, dvě lesbické ženy a dva homosexuální muži, s odvoláním se na díru v zákoně. Tento akt se dočkal obrovské kritiky ze strany duchovních Řecké pravoslavné církve, kteří byli v minulosti známí tím, že kritizovali i občanské sňatky jako takové. Ministr spravedlnosti Sotiros Hatzigakis oficiálně prohlásil manželství uzavřené na Tilu za neplatné a Nejvyšší soud Řecké republiky rozhodl ve prospěch státního žalobce Georgiho Sanida žalujícího Mayora Aliferia ohledně následků jeho „porušení povinností“, ale řekl, že se oficiálně nezasadí o „zrušení manželství“. V červnu 2010 byla manželství oficiálně prohlášená za neplatná.
V prosinci 2015 předložil řecký parlament návrh novely zákona o registrovaném partnerství znovu. Odezva byla jak pozitivní, tak i negativní, značný odpor byl cítit ze strany církve. Proti návrhu se nejvíce vymezoval athénský arcibiskup Jeroným II. označující homosexualitu coby „odchýlení se od přirozeného života“, metropolitní antimos deklarující že „ani zvířata se tak nechovají“, metropolitní seraf, který řeckou politickou scénu označil za „pěšáky mezinárodního sionismu uměle vytvářející maskulofeminismus“ a metropolitní amvrosios řekl: „Plivejte na ně! Jsou odstudní! Jedná se o přírodní omyl!“ Posléze založilo zdejší duchovenstvo na popud amvrosia iniciativu, jejímž středobodem bylo smuteční vyzvánění v církevní jurisdikci Metropolis, což nakonec vyústilo v to, že se sešli před vchodem do města dva LGBT aktivisté oblečeni v klerikálních oděvech protestující proti odporu duchovních polibkem.
Návrh zákona o registrovaném partnerství nakonec 23. prosince prošel v poměru hlasů 193:56 se značným počtem zdržení se (51), čímž se Řecko stalo 26. evropskou zemí, která podobné zákony přijala. Spolu s novým zákonem byl vyňat z trestního zákoníku starý § 347, čímž se zcela sjednotil legální věk způsobilosti k pohlavnímu styku pro obě orientace na 15 let. Následně se řecký premiér Alexis Tspiras oficiálně omluvil LGBT komunitě za dlouhotrvající diskriminaci, jíž museli čelit. Občanské sňatky pro osoby stejného pohlaví zatím ještě nejsou povoleny.
V prosinci 2016 přijal řecký parlament návrh zákona rozšiřující práva homosexuálních párů a garantující rovnou právní ochranu na pracovišti bez ohledu na pohlaví, náboženství nebo sexuální orientaci. Společné osvojení dětí, přístup k asistované reprodukci pro lesby a stejnopohlavní manželství zůstávají homosexuálním párům zatím stále odepřeny.

### Stejnopohlavní manželství
Stejnopohlavní manželství není v Řecku dosud uzákoněné, ačkoliv jej v minulosti někteří komunální politici podpořili, ba dokonce se jej pokoušeli i legalizovat  vlastními návrhy zákonů. V roce 2018 rozhodl Soudní dvůr EU, že podle práva Evropské unie disponují homosexuální páry stejnými rezidenčními právy jako heterosexuální manželé bez ohledu na to, zda je či není v daném členském státě manželství párů stejného pohlaví uzákoněno. Rozhodnutí je závazné pro všechny členské země, včetně Řecka.
V současné době podporují legalizaci stejnopohlavních sňatků opoziční SYRIZA, Hnutí pro změnu a MeRA25. 
Dne 17. června 2022 Syriza, její lídr a bývalý řecký premiér Alexis Tsipras předložil návrh zákona na podporu LGBT práv. Má se jednat o historický moment v historii helénského parlamentu, neboť by uzákonil manželství pro páry stejného pohlaví, a to jak na civilní, tak i církevní úrovni. Církevní sňatky stejného pohlaví by bylo možné uzavírat za souhlasu příslušné denominace.
Dne 15. února 2024 řecký parlament schválil zákon umožňující stejnopohlavní manželství. Zákon navrhla vláda konzervativního premiéra Kyriakose Mitsotakise a podpořila jej také levicová opozice SYRIZA a PASOK. Z práv stejnopohlavních manželů však byla vyňata možnost využití náhradního mateřství.

### Právní ochrana
Od r. 2005 byly přijaty anti-diskriminační zákony zakazující diskriminaci v zaměstnání. Podle návrhu nového anti-rasistického zákona, který byl podstoupen parlamentu v září 2014, bude homosexuálům i transsexuálům poskytována právní ochrana ve všech aspektech veřejného života.
Ačkoli je zde velká anti-diskriminační legislativa, tak je zde stále cítit vliv sociálního konzervatismu. Na téma homosexuality je pohlíženo spíše negativně a pravoslavná církev jí často odsuzuje jako „defekt lidské přirozenosti.“
Přestože se o tom zde moc nemluví, tak Řecko patří mezi země, kde jsou v zákoně nejlépe ošetřené aspekty genderové identity. Podle zákona č. 3896 z r. 2010 je diskriminace na základě genderové identity považována za stejnou jako diskriminace na základě pohlaví, a tudíž se na ní vztahuje stejná právní úprava. Mimoto mají translidé možnost změny pohlaví v rodném listě, což je i v soudních oblastech považováno za zcela standardní postup.
V září 2014 byl přijat zákon proti rasismu. Po jeho přijetí jsou projevy nenávisti a zločiny z nenávisti proti LGBT jedincům a skupinám trestány odnětím svobody v délce trvání 3 měsíců až 3 roků a pokutou ve výši 5 000 až 20 000. Pokud nějaký protizákonný čin, výše popsaný, naplní skutkovou podstatu trestného činu, tak se dolní trestní sazba navyšuje na 6 měsíců vězení a pokuta na 15 000 až 30 000 euro. A pak jestli výše trestu odnětí svobody překročí jeden rok, pak pachatel ztratí jeho/její politická práva na dobu 1 roku až 5 let. Jestliže je pachatel úřední osobou, pak je trestní sazba a pokuta navýšená ještě víc, a pakliže pachatel spáchá výše uvedený trestný čin jako skupina nebo organizace, tak jsou všichni spolupachatelé sankciováni stejně.
Od 24. prosince 2015 je v Řecku zakázaná veškerá diskriminace sexuálních menšin, včetně zločinů z nenávisti spáchaných z motivu skutečně či domnělé příslušnosti poškozené osoby k LGBT minoritě.

## Sociální podmínky

### Gay kultura
Athény mají vysoce rozvinutou LGBT kulturu, včetně gay čtvrtí v příměstském Gazi. Každý rok se zde konají festival hrdosti 'Athens Pride' a mezinárodní gay a lesbický filmový festival 'Outview'.
Bohatou gay scénu má i Soluň s velkým množstvím gay a lesbických barů, diskoték a dalších gay friendly míst, včetně několika LGBT organizací. V červnu 2012 se ve městě konal první festival Thessaloniki Pride. Jedním z nejvíce viditelných projevů podpory práv LGBT byl pokus o vyvěšení 20 metrů dlouhého praporu vyzývajícího k bojkotu Zimních olympijských her v Soči na Bílé věži při nábřežní promenádě. Sice k tomu nedošlo z důvodu zásahu místní policie, ale byla o tom zmínka v médiích.
Gay scéna je také patrná na Mykonu a lesbická v Eru, a na Lesbu. Lesbos je znám spíše mezinárodně.

#### Athens Pride

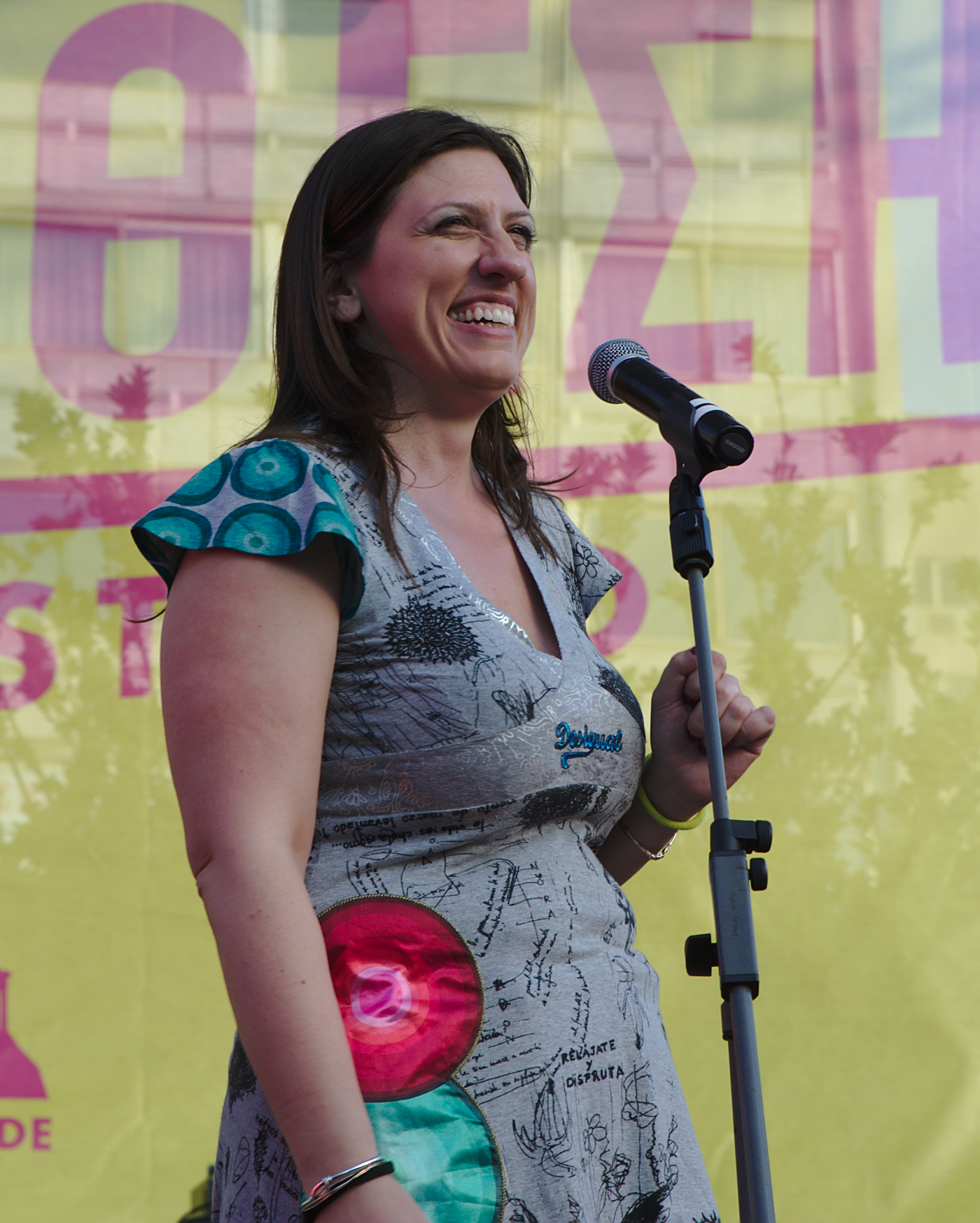
Předsedkyně parlamentu Zoe Konstantopoulou na Athens Pride 2015

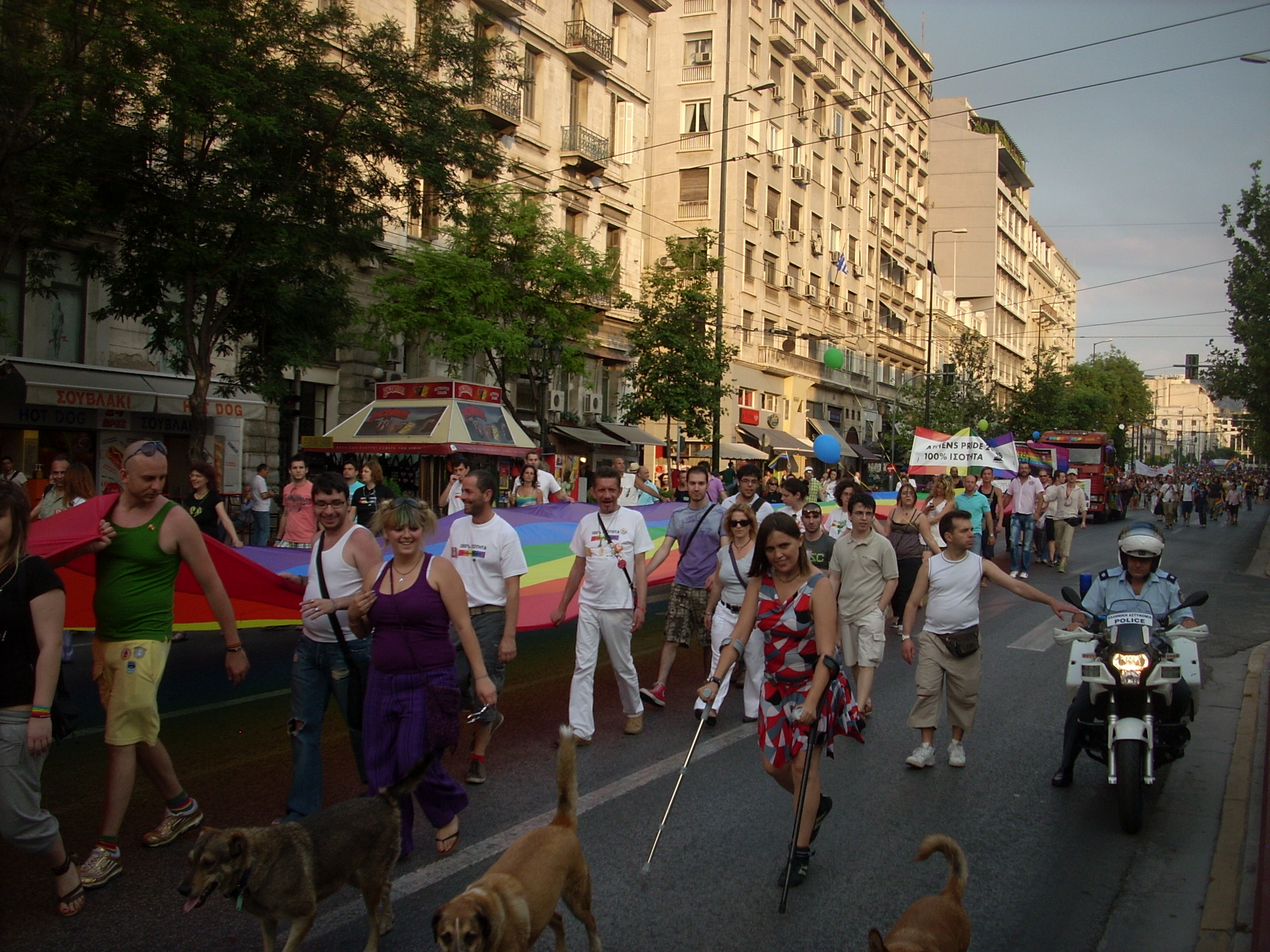
Průvod Athens Pride 2009

Athens Pride je každoroční festival hrdosti leseb, gayů, bisexuálů a translidí. Koná se každý červen počínaje od r. 2005 v řeckém hlavním městě Athény. Od té doby až dodnes se konal celkem dvanáctkrát.
- 25. červen 2005
- 24. červen 2006
- 23. červen 2007
- 7. červen 2008
- 13. červen 2009
- 5. červen 2010
- 4. červen 2011
- 9. červen 2012
- 8. červen 2013
- 14. červen 2014
- 13. červen 2015
- 11. červen 2016

#### Thessaloniki Pride
Soluň zahájila svůj první každoroční festival gay pride 22.-23. června 2012 po předchozím slibu primátora Boutaria. První festival Thessaloniki Pride se setkal s masivní podporou u obyvatel města, periferií i nejbližšího okolí, což byla těžká rána pro zdejšího metropolitního antima, který vyzýval věřící k odezvě.
O rok později bylo v jednom z veřejných sdělení několik málo dní před pořádáním dalšího ročníku festivalu sděleno, že církevní jurisdikce Metropolis bude ještě jednou tolerovat smutný a neakceptovatelný festival homosexuálů, kteří mají potřebu oslavovat a exhibovat se svojí nemocí. Kromě uvedeného dále vyzývalo rodiče k ochraně svých dětí před tímto nesmyslným a přírodní zákony porušujícím cirkusem. Navzdory tomu se událostí zúčastnilo mnoho rodin a celý dvoudenní festival skončil s příjemnou atmosférou zakončenou mejdany, výstavami a oslavami v celém městě. Účelem druhého ročníku Thessaloniki Pride byla svoboda sebeurčení, včetně možnosti projevovat se v souladu se svojí genderovou identitou.
V r. 2014 byla Soluň vyhlašena Evropskou metropolí mládeže a třetí ročník Thessaloniki Pride se takto začlenil do jejího oficiálního programu. Jeho tématem byla především LGBT mládež a její rodinné prostředí. Podle statistik z r. 2014 se festival setkal s úspěchem a disponoval až 10 tisícovou účastí, včetně primátora a některých diplomatů. Někteří jej nazývají nejlepším LGBT festivalem, jaký Soluň kdy měla.
Ten samý rok uspořádali svolali noční modloslužebníci spolu s dalšími duchovními a věřícími protest proti „znesvěcování svaté Soluně, šíření islámu a homosexuality prostřednictvím Nového světového řádu, jehož nedílnou součástí jsou podle západních konspiračních teoretiků festivaly gay pride a jmenování homosexuálních mužů a žen do biskupských řad. Součástí manifestace bylo odmítání vítězky Eurovize Conchity Wurst. Metropolitní antimos se ještě jednou pokusil o smířlivější přístup a v jednom z rozhovorů pouze celou událost nazval hanebnou a nedůstojnou událost popírající základy lidské existence. Kromě toho dodal, že církevními hodnotami je nedávat psům to, co je svaté. Rovněž zdůraznil, že nazývat událost festivalem je chyba.
Festival se konal celkem pětkrát.
- 22.–23. červen 2012
- 14.–15. červen 2013
- 20.–21. červen 2014
- 19.–20. červen 2015
- 24.–24. červen 2016

#### Crete Pride
První festival gay pride na Krétě se konal 26.-27. června 2015 v Heraklionu, čímž se stal prvním ostrovním festivalem sexuální a genderové revoluce.

#### Patras Pride
První festival gay pride v Patře, třetím největším řeckém městě, se plánuje na r. 2016.

### Homofobie

#### Diskriminace v řecké církvi
Athénský arcibiskup Jeroným II., hlava autokefální Řecké pravoslavné církve se k vládnímu návrhu z r. 2008 garantujícího právní uznání nesezdaným dvojicím vyjádřil tak, že je potřeba jít s dobou. Nelze však s jistotou říci, zda pamatoval i na homosexuální páry, neboť právě jeho církev už dříve odmítala všeobecné uznávání LGBT práv, a to jak v zákonech o registrovaném partnerství, tak i ve zbytku právního řádu.
Po předešlé vládní debatě v listopadu 2013 ohledně legalizace registrovaného partnerství párů stejného pohlaví vyjádřil duchovní ve městě Piraeus silný odpor proti takovému kroku a pohrozil exkomunikací všem členům parlamentu, kteří budou hlasovat pro přijetí. Podle jeho názoru nový zákon legalizuje mrzačení lidské existence a uznává psychopatologickou deviaci, jíž homosexualita je. Kromě toho také zmínil, že podobné kroky legitimizují hrubé porušování veřejné morálky, a rozeslal upozornění mladým lidem o perverzním sexuálním počínání, které poškozuje společnost a tradiční rodinu.
V srpnu 2014 se na pozadí diskusí a dlouho očekávaného čtení návrhu anti-rasistického zákona postavilo na odpor několik duchovních z důvodu několika ustanoveních o kriminalizaci projevů nenávisti vůči homosexuálům a vyšších trestních sazbách pro veřejné činitele, včetně klerikálů, kteří by se jich dopustili při výkonu povolání. Duchovní ve městě Piraeus obvinil tehdejšího premiéra Antonia Samara ze zaprodávání své duše během několika málo měsíců, co je v úřadu. Zkritizoval jeho zákon hájící práva jiných sexuálních orientací a genderových identit, který podle jeho názoru mimo jiné také legitimizuje psychopatologické inverze a nevkusné napodobování opačného pohlaví v rámci řeckého právního řádu. Homosexualitu postavil na úroveň pedofilie a bestiality. Duchovní města Gortyna Jeremiár citoval pasáže Bible, homosexuály nazval „psy“ a protestoval proti novému zákonu, který podle něj degraduje několik proroků a svatých na roveň rasistů. V jeho očích je zákon, který kriminalizuje homofobní projevy, hrozný a žalostný. Stejné stanovisko zaujal duchovní města Konitsa, který zákon nazval ochranou perverze, do níž zařadil i homosexualitu. Odpor klerikálů nakonec donutil premiéra Samara akceptujícího stanoviska duchovenstva nezahrnout do návrhu dodatky o ochraně sexuálních menšin. Kromě toho také ubezpečil církevní představitele, kteří návrh zákona odmítali, že dokud bude v úřadu, nedopustí, aby parlamentem prošel zákon, který by legalizoval registrované partnerství párů stejného pohlaví.
I přesto ale v září 2014 prošel zákon kriminalizující projevy nenávisti vůči LGBT, ale registrované partnerství nikoliv. Ilegalita nenávistných projevů vůči LGBT vzbudila bouřlivou reakcí u metropolitního duchovního, který nový zákon nazval likvidací řeckého trestního řádu a porušováním svobody projevu přesně, jak si přejí stoupenci Nového světového řádu.

#### Diskriminace v médiích a ve veřejném sektoru
V Řecku se řešilo několik kauz opakované diskriminace LGBT jedinců v médicích. Jednalo se zejména o cenzuru, k níž často dávaly nařízení regulační orgány, anebo řecký Úřad rozhlasu a televize. Níže je uveden seznam známých homofobně-transfobních incidentů řeckých médií, korporací a dalších subjektů.
- V listopadu 2003 Úřad rozhlasu a televize udělil jednomu z největších TV kanálů Mega Channel pokutu ve výši 100 000 euro[49] za polibek mezi dvěma muži v populární reality show Klise ta Matia (řeckyΚλείσε τα Μάτια). V prosinci 2006 Nejvyšší správní soud rozhodl, že Úřad jednal neústavně. Podle soudu mají média odrážet existující sociální realitu vztahující se k sociální skupině, která je otevřená a demokratická, a jejíž sexuální preference nesmějí být tabu.[50] Řecká televize však takto postupovala vícekrát, proto také posléze soud zkritizovala kvůli pokrytectví a anachronismu.
- 21. prosince 2004 Úřad rozhlasu a televize udělil pokutu athénské rádiové stanici 94 Epikoinoia FM (řecky 94 Eπικοινωνία FM) ve výši 5 000 euro pro amoralizující obsah Athens Gay and Lesbian Radio Show[51], což také vedlo k jejímu přerušení. Od té doby se LGBT problematika zcela vyhýbá rádiovému vysílání.
- V září 2005 Úřad rozhlasu a televize požádal jeden z největších řeckých TV kanálů ANT1 (Athény), aby zrušila vysílání reklamy na žvýkačky, v níž je zobrazen polibek dvou žen.
- V březnu 2010 obdržel řecký kanál Mega pokutu za vysílání filmu Straicht Story, jehož obsah znázorňoval fiktivní svět, v němž homosexualita představovala normu, zatímco heterosexualita byla potlačovaná.
- V dubnu a květnu 2010 obdržel Star Channel pokutu za vysílání dvou epizod TV show Fotis & Maria Live. V obou epizodách byly trans hosté.[52]
- V lednu 2011 MAD TV a MTV Greece rozmazala scény, ve kterých se líbali dva muži ve videoklipech písniček „Firework“ od Katy Perry a „Raise your Glass“ od Pink.
- Počátkem r. 2012 byly vypípány výrazy „gay“, „lesba“ a „transvestita“ z komediálního seriálu Konstantinou kai Elenis na kanálu ANT1.
- 15. října 2012 Hellenic Broadcasting Corportaion ve vysílání pilotní epizody britského televizního seriálu Downtown Abbey vystříhala scénu zobrazující gay polibek. Ředitel společnosti Costas Spyropoulos toto odůvodnil vysíláním před 10. hodinou večerní a s tím související dostupnost dětem. Nicméně po dalekosáhlém protestu byla o několik dní později epizoda plně odvysílána, a to dokonce v časných večerních hodinách (19,00 hod.). Spyroploylos se stal terčem kritiky ze strany médií a generálního ředitele Řecké televize, který se za tento krok oficiálně omluvil.[53]
- V únoru 2013 byly vymazány z titulků termíny „gay“ a „lesba“ ve vysílání zahraničního programu na MTV Greece navzdory faktu, že k němu došlo v pozdních nočních hodinách.
- 17. května 2013 den po druhém semifinále Eurovize 2013 zazpívala finská účastnice Krista Siegfrids píseň „Marry me“ a symbolicky se políbila s tanečnicí na podporu manželské rovnosti ve své rodné vlasti. Řecké bulvární kanály FThis TV a ANT1 tento záběr rozmazaly.
- V červnu 2013 zamítl Úřad rozhlasu a televize žádost pořadatelů Athens LGBT Pride 2013 o bezplatné vysílání TV spotu na všech hlavních řeckých kanálech, neboť se údajně nejedná o zprávu, která vy měla charakter veřejné služby. Zástupci úřadu jako hlavní důvod svého rozhodnutí udali, že to bylo kvůli scéně, kde se líbaly dvě ženy.[54]
- V červnu 2013 byl termín „gay“ přeložen jako „dívčí“ v titulkách komediálního seriálu Joey na Star Channel. Tu samou dobu byl kanál podroben kritice za konzervatismus a homofobii v překladu seriálu Super drbna následujíc po vyjádření Úřadu rozhlasu a televize ohledně frekvence veřejné prezentace homosexuality, sexu a drog v TV show v pozdějších hodinách a ochoty začleňování toto tematiky do TV vysílání. Řešením měla být ochota vysílat s radikálně upravenějšími překlady původního dabingu, jehož výsledkem bylo přeležení termínu „lesba“ na „tomboy“, „not-so-womanly“, ledkdy i „stará panna“.[55]
- V září 2013 byla kanálem Alpha TV cenzurovaná scéna v populárním seriálu Glee ukazující polibek lesbického páru ve společné posteli, a to i navzdory faktu, že v něm nebyla znázorněná nahota.[56]
- Společnost provozující Metro v Athénách odmítla ve stanicích vyvěsit plakáty informující o nadcházejícím festivalu hrdosti r. 2013. V r. 2014 byla žádost pořadatelů Athens Pride znovu zrušená s odkazem na nedostatek místa pro reklamy.[57]
- V září 2015 Úřad pro rozhlas a televizi uložil pokutu Skai TV za vysílání show odkazující, mimo jiné, na gay a lesbický sex. Kanál podal kasační stížnost k Nejvyššímu správnímu soudu, který ale předtím zrušil předchozí žádost o prominutí pokuty uložené rovněž za vysilání pořadu, který neodpovídá požadavanému standardu.[58]

### Homofobie v politice
- V srpnu 2014 poslanec Nikos Nikolopoulos napsal na svůj facebookový profil urážlivý komentář ke svatbě lucemburského premiéra s jeho homosexuálním partnerem.[59] Napsal v něm: „Z Evropy národních států k Evropě buzerantů aneb jak se lucemburský ministerský předseda zasnoubil se svým milencem.“ Jeho projev vyvolal rozhořčení u mnoha Řeků[60], z nichž někteří dokonce psali stížnosti premiéru Antoniu Samarovi žádající okamžitý zásah proti členovi zákonodárného sboru veřejně urážejícího homosexuály. O Nikopoulově statusu se dozvěděl nakonec i lucemburský premiér, který ihned v reakci na to napsal na jeho profil, že diplomatické vztahy mezi Řeckem a Lucemburskem jsou perfektní, a že je rozhodně nedokáže narušit jeden politik. Nikopoulos trvající na svém se k tomu vyjádřil tak, že by se jako premiér měl stydět.[61][62][63][64][65]
- Tasos Neradgis, poslanec za Novou demokracii, se v diskusi ohledně začlenění homosexuálních párů do zákona o registrovaném partnerství vyjádřil obdobně jako Nikolopoulos. Homosexualitu postavil na roveň bestiality a pedofilie a dodal, že registrované partnerství pro homosexuály nemá v Řecku šanci na přijetí.[66][67]

### Homofobní násilí krajní pravice
Podle statistik se na pozadí vzrůstu popularity krajně pravicové strany Zlatý úsvit, která má sklony k neonacismu, znásobil počet homofobních a transfobních incidentů. Kromě homofobních komentářů strany k homosexuálním mužům coby nedostatečně maskulinním jedincům vyvolalo skandál jejich oslovení německého ministra Guido Westerwelleovi „Madam“ v narážce na jeho otevřenou homosexualitu. Strana rovněž explicitně vyzývá své příznivce k aktivnímu odporu vůči homosexualitě. Nechvalně známý je jejich výhrůžka homosexuálním mužům a ženám, že po imigrantech, budou ihned na řadě oni. Postoje Zlatého úsvitu daly podnět k prudkému nárůstu homofobních útoků. Podle výpovědí některých policistů byl v té době vyvíjen na úřady tlak, aby spolupracovaly se členy Zlatého úsvitu, což by také mohlo vysvětlit, proč došlo k několika bezdůvodným zatčením transžen při nedávném festivalu Thessaloniki Pride. K brutálním zásahům a neoprávněným zadržováním mělo dojít v zájmu ochrany veřejného pořádku.
Colour Youth, nevládní organizace, zaznamenala 101 případů homofobního a transfobního násilí v letech 2009-2015, nejvíce (75) jich bylo v r. 2015. V pěti případech došlo k fyzickému napadání, jinak šlo většinou pouze o slovní útoky.

### Veřejné mínění
| Řekové podporují (výzkum z května 2015) |     |     |       |
| Řekové podporují (výzkum z května 2015) | ANO | NE  | NEVÍM |
| --------------------------------------- | --- | --- | ----- |
| registrované partnerství                | 70% | 35% | 10%   |
| stejnopohlavní manželství               | 56% | 35% | 9%    |
| adopce dětí homosexuálními páry         | 30% | 56% | 14%   |

V r. 2003 se pod záštitou Helénské homosexuální komunity (EOK) konalo v parlamentu statistické šetření ohledně společného zdaňování, rovných dědických a jiných práv homosexuálních párů. Podle výsledků 41 % zákonodárců bylo pro poskytnutí takových práv, zatímco 55 % bylo proti. V Panhelénském socialistickém hnutí byla 55 % podpora, v Nové demokracii 27 %. Největší podpora 67 % byla ve straně Synaspismos. Tehdy většinová Komunistická strana Řecka se šetření nezúčastnila. Nejvíce podporující byly ženy, mladí lidé a obyvatelé Athén.
V r. 2006 se na veřejných zdravotnických školách v krétském Heraklionu (obory:sociální péče, všeobecné lékařství, zdravotní asistent) uskutečnil průzkum ohledně postojů k mužské homosexualitě. Bylo použito dvou měřítek, která se následně přeložila do řečtiny s několika otázkami, čímž se ve výsledku sestavil dotazník. Zjistily se značné rozdíly mezi školami v názorech na homofobní projevy a na to, co za nimi stojí: ochota hájit a chránit práva homosexuálů, konverzovat s nimi, náboženství, politizace a homosexuální přátelé v okolí.
Eurobarometrické šetření zveřejněné v prosinci 2006 ukázalo, že 15 % Řeků podporuje stejnopohlavní manželství, zatímco 11 % je pro adopce dětí homosexuálními páry. Tyto výsledky jsou považovány za podprůměrné z hlediska 44 % a 32 % průměru tehdy 25 členských zemí EU, čímž se Řecko zařadilo mezi země s podobně nízkou podporou jako je Rumunsko, Lotyšsko, Polsko, Kypr, Malta a Bulharsko.
O rok později uskutečněný Eurobarometr s názvem „Diskriminace v Evropské unii“ ukázal, že 77 % Řeků považuje příslušnost k homosexuální komunitě za nevýhodu, což je vyšší procento než průměr EU 55 %. 68 % souhlasilo s tím, že je v zemi rozšířená diskriminace jiných sexuálních orientací (Průměr 25 členů EU: 50 %) a 37 % považovalo diskriminaci za obzvlášť rozšířenou v 5 předešlých letech (Průměr EU: 31 %). 84 % Řeků uvedlo, že by nechtělo mít gaye a lesby za přátele a známé (Průměr EU: 65 %).
Kapa Research (hlavní řecká výzkumná společnost) zveřejnila 20. září 2010 jménem Institutu pro psychologicko-sexuální zdraví v novinovém výtisku Ta Nea statistiku, podle níž 63,9 % Řeků souhlasí s legalizací registrovaného partnerství, zatímco 24,1 % je proti. Pro legalizaci stejnopohlavního manželství se vyslovilo 38,5 %, zatímco 51,8 % bylo proti.
V červnu 2013 byl prostřednictvím The Pew Research Center zahájen výzkum, kterého se zúčastnilo cca 40 zemí, a který zkoumal u respondentů jejich postoj ke společenské akceptaci či neakceptaci homosexuality. Iniciátoři průzkumu pokládali respondentům otázku akceptaci jako klíčové téma a došli k závěru, že 53 % většina Řeků považuje homosexualitu za společensky akceptovatelnou, zatímco 40 % je opačného názoru. Mezi respondenty ve věku od 18-29 let byla znát větší 66 % podpora, než u respondentů staršího věku. U věkové skupiny 30-49 let byla podpora také velká 62 %, ale u padesátníků a starších už klesla na 40 %.
11. dubna 2015 byla v novinovém výtisku To Vima publikována statistika Kapa Research ukazující 39,3 % podporu stejnopohlavního manželství s 50,5 % odmítáním. Ten samý výzkum také ukázal, že 65,6 % respondentů souhlasilo s tvrzením, že by homosexualita měla být společností akceptována, zatímco 28,2 % bylo proti.
12. května 2015 Řecko poprvé ukázalo v průzkumu většinovou 56 % podporu stejnopohlavního manželství, zatímco 35 % bylo proti. Výzkumu se zúčastnilo 1 431 respondentů a proběhl pod záštitou Focus Bari. Vysoké procento zúčastněných 76 % souhlasilo, že by homosexualita měla být společensky akceptovaná a 70 % souhlasilo s rozšířením registrovaného partnerství na páry stejného pohlaví. I tak ale respondenti zůstali skeptičtí k adopci dětí homosexuálními páry. Pouze 30 % je podporuje, zatímco 56 % je proti. Pouze 14 % považuje homosexualitu za duševní poruchu a 54 % souhlasí s přísnými postihy homofobních trestných činů, především nenávistných projevů.
V prosinci 2015 statistika zveřejněná Makedonskou univerzitou ukázala týden před přijetím zákona o registrovaném partnerství, že s ním souhlasí 56 % veřejnosti, zatímco 26 % je silně proti.
| Odpověď | Věkové rozmezí 18-26 | Věkové rozmezí 30–49 | Věkové rozmezí 50 a výš | Muži | Ženy | Celkem |
| ------- | -------------------- | -------------------- | ----------------------- | ---- | ---- | ------ |
| Ano     | 66%                  | 62%                  | 40%                     | 47%  | 59%  | 53%    |
| Ne      | n/a                  | n/a                  | n/a                     | n/a  | n/a  | 40%    |

[Zpráva The Pew Research Center z r. 2013. Otázka: Měla by společnost akceptovat homosexualitu?]

## Souhrnný přehled
| Téma | Téma | Téma | Téma | Téma | Status              |
| --- | --- | --- | --- | --- | ------------------- |
| Legální stejnopohlavní styk | Legální stejnopohlavní styk | Legální stejnopohlavní styk | Legální stejnopohlavní styk | Legální stejnopohlavní styk | (1951)              |
| Stejný věk legální způsobilosti k pohlavnímu styku pro obě orientace                                                                 | Stejný věk legální způsobilosti k pohlavnímu styku pro obě orientace                                                                 | Stejný věk legální způsobilosti k pohlavnímu styku pro obě orientace                                                                 | Stejný věk legální způsobilosti k pohlavnímu styku pro obě orientace                                                                 | Stejný věk legální způsobilosti k pohlavnímu styku pro obě orientace                                                                 | (2015)              |
| Anti-disckriminační zákony v zaměstnání (přísnější zákony od r. 2016)                                                                | Anti-disckriminační zákony v zaměstnání (přísnější zákony od r. 2016)                                                                | Anti-disckriminační zákony v zaměstnání (přísnější zákony od r. 2016)                                                                | Anti-disckriminační zákony v zaměstnání (přísnější zákony od r. 2016)                                                                | Anti-disckriminační zákony v zaměstnání (přísnější zákony od r. 2016)                                                                | (2005)              |
| Anti-diskriminační zákony v přístupu ke zboží a službám (přísnější zákony od r. 2016)                                                | Anti-diskriminační zákony v přístupu ke zboží a službám (přísnější zákony od r. 2016)                                                | Anti-diskriminační zákony v přístupu ke zboží a službám (přísnější zákony od r. 2016)                                                | Anti-diskriminační zákony v přístupu ke zboží a službám (přísnější zákony od r. 2016)                                                | Anti-diskriminační zákony v přístupu ke zboží a službám (přísnější zákony od r. 2016)                                                | (2014)              |
| Anti-diskriminační zákony v ostatních oblastech (homofobní urážky, zločiny z nenávisti) (přísnější zákony od r. 2016)                | Anti-diskriminační zákony v ostatních oblastech (homofobní urážky, zločiny z nenávisti) (přísnější zákony od r. 2016)                | Anti-diskriminační zákony v ostatních oblastech (homofobní urážky, zločiny z nenávisti) (přísnější zákony od r. 2016)                | Anti-diskriminační zákony v ostatních oblastech (homofobní urážky, zločiny z nenávisti) (přísnější zákony od r. 2016)                | Anti-diskriminační zákony v ostatních oblastech (homofobní urážky, zločiny z nenávisti) (přísnější zákony od r. 2016)                | (2014)              |
| Zákony proti transfobní diskriminaci ve všech sférách (přísnější zákony od r. 2016)                                                  | Zákony proti transfobní diskriminaci ve všech sférách (přísnější zákony od r. 2016)                                                  | Zákony proti transfobní diskriminaci ve všech sférách (přísnější zákony od r. 2016)                                                  | Zákony proti transfobní diskriminaci ve všech sférách (přísnější zákony od r. 2016)                                                  | Zákony proti transfobní diskriminaci ve všech sférách (přísnější zákony od r. 2016)                                                  | (2014)              |
| Opatření proti diskriminaci a zločinům z nenávisti na základě pohlaví                                                                | Opatření proti diskriminaci a zločinům z nenávisti na základě pohlaví                                                                | Opatření proti diskriminaci a zločinům z nenávisti na základě pohlaví                                                                | Opatření proti diskriminaci a zločinům z nenávisti na základě pohlaví                                                                | Opatření proti diskriminaci a zločinům z nenávisti na základě pohlaví                                                                | (2015)              |
| Zrušení odlišného zacházení se sexuálními menšinami v trestněprávní oblasti (de facto, podle legislativy proti zločinům z nenávisti) | Zrušení odlišného zacházení se sexuálními menšinami v trestněprávní oblasti (de facto, podle legislativy proti zločinům z nenávisti) | Zrušení odlišného zacházení se sexuálními menšinami v trestněprávní oblasti (de facto, podle legislativy proti zločinům z nenávisti) | Zrušení odlišného zacházení se sexuálními menšinami v trestněprávní oblasti (de facto, podle legislativy proti zločinům z nenávisti) | Zrušení odlišného zacházení se sexuálními menšinami v trestněprávní oblasti (de facto, podle legislativy proti zločinům z nenávisti) | (2015)              |
| Stejnopohlavní manželství | Stejnopohlavní manželství | Stejnopohlavní manželství | Stejnopohlavní manželství | Stejnopohlavní manželství | (2024)              |
| Registrované partnerství párů stejného pohlaví (nesezdaná soužití mají od r. 2016 stejná práva a povinnosti jako manželství)         | Registrované partnerství párů stejného pohlaví (nesezdaná soužití mají od r. 2016 stejná práva a povinnosti jako manželství)         | Registrované partnerství párů stejného pohlaví (nesezdaná soužití mají od r. 2016 stejná práva a povinnosti jako manželství)         | Registrované partnerství párů stejného pohlaví (nesezdaná soužití mají od r. 2016 stejná práva a povinnosti jako manželství)         | Registrované partnerství párů stejného pohlaví (nesezdaná soužití mají od r. 2016 stejná práva a povinnosti jako manželství)         | (2015)              |
| Společná adopce dětí stejnopohlavními páry                                                                                           | Společná adopce dětí stejnopohlavními páry                                                                                           | Společná adopce dětí stejnopohlavními páry                                                                                           | Společná adopce dětí stejnopohlavními páry                                                                                           | Společná adopce dětí stejnopohlavními páry                                                                                           | (Navrženo)          |
| Adopce dítěte partnera | Adopce dítěte partnera | Adopce dítěte partnera | Adopce dítěte partnera | Adopce dítěte partnera | (Navrženo)          |
| Individuální adopce homosexuálním jednotlivcem                                                                                       | Individuální adopce homosexuálním jednotlivcem                                                                                       | Individuální adopce homosexuálním jednotlivcem                                                                                       | Individuální adopce homosexuálním jednotlivcem                                                                                       | Individuální adopce homosexuálním jednotlivcem                                                                                       | (1996)              |
| Přístup k asistované reprodukci pro lesbické páry                                                                                    | Přístup k asistované reprodukci pro lesbické páry                                                                                    | Přístup k asistované reprodukci pro lesbické páry                                                                                    | Přístup k asistované reprodukci pro lesbické páry                                                                                    | Přístup k asistované reprodukci pro lesbické páry                                                                                    | (Navrženo)          |
| Náhradní mateřství pro gay páry | Náhradní mateřství pro gay páry | Náhradní mateřství pro gay páry | Náhradní mateřství pro gay páry | Náhradní mateřství pro gay páry | (Navrženo)          |
| Homosexuálové smějí otevřeně sloužit v armádě (přísnější zákony proti diskriminaci v armádě od r. 2016)                              | Homosexuálové smějí otevřeně sloužit v armádě (přísnější zákony proti diskriminaci v armádě od r. 2016)                              | Homosexuálové smějí otevřeně sloužit v armádě (přísnější zákony proti diskriminaci v armádě od r. 2016)                              | Homosexuálové smějí otevřeně sloužit v armádě (přísnější zákony proti diskriminaci v armádě od r. 2016)                              | Homosexuálové smějí otevřeně sloužit v armádě (přísnější zákony proti diskriminaci v armádě od r. 2016)                              | (2002)              |
| Zákonné opatření proti léčení homosexuality                                                                                          | Zákonné opatření proti léčení homosexuality                                                                                          | Zákonné opatření proti léčení homosexuality                                                                                          | Zákonné opatření proti léčení homosexuality                                                                                          | Zákonné opatření proti léčení homosexuality                                                                                          | (Navržené)          |
| Možnost změny pohlaví (sterilizace a operativní změna pohlaví není vyžadována po změně zákonů vyvolané rozhodnutím soudu v r. 2016)  | Možnost změny pohlaví (sterilizace a operativní změna pohlaví není vyžadována po změně zákonů vyvolané rozhodnutím soudu v r. 2016)  | Možnost změny pohlaví (sterilizace a operativní změna pohlaví není vyžadována po změně zákonů vyvolané rozhodnutím soudu v r. 2016)  | Možnost změny pohlaví (sterilizace a operativní změna pohlaví není vyžadována po změně zákonů vyvolané rozhodnutím soudu v r. 2016)  | Možnost změny pohlaví (sterilizace a operativní změna pohlaví není vyžadována po změně zákonů vyvolané rozhodnutím soudu v r. 2016)  | (2010)              |
| Možnost volby třetího pohlaví v rodném listě                                                                                         | Možnost volby třetího pohlaví v rodném listě                                                                                         | Možnost volby třetího pohlaví v rodném listě                                                                                         | Možnost volby třetího pohlaví v rodném listě                                                                                         | Možnost volby třetího pohlaví v rodném listě                                                                                         | (Pod přezkum)       |
| Homosexualita, transsexualita a transvestitismus vyřazeny ze seznamu nemocí                                                          | Homosexualita, transsexualita a transvestitismus vyřazeny ze seznamu nemocí                                                          | Homosexualita, transsexualita a transvestitismus vyřazeny ze seznamu nemocí                                                          | Homosexualita, transsexualita a transvestitismus vyřazeny ze seznamu nemocí                                                          | Homosexualita, transsexualita a transvestitismus vyřazeny ze seznamu nemocí                                                          | (1990, 2010 & 2016) |
| MSM smějí darovat krev | MSM smějí darovat krev | MSM smějí darovat krev | MSM smějí darovat krev | MSM smějí darovat krev | No                  |